# Augmented Satellite Launch Vehicle
L'Augmented Satellite Launch Vehicle  plus généralement désigné par son acronyme ASLV (en indien उपग्रह प्रक्षेपण यान) संवर्धित उपग्रह प्रक्षेपण यान,) est un lanceur spatial. Cette fusée de l'Agence spatiale indienne (ISRO)  effectue quatre vols entre 1987 et 1994 dont deux sont des succès qui permettent de placer des petits satellites scientifiques SROSS. Elle est  remplacée à compter de 1993 par le lanceur PSLV. L'ASLV est une version plus puissante du premier lanceur indien SLV obtenue principalement en ajoutant deux propulseurs d'appoint. Elle comprend quatre étages à propergol solide. Longue de 24 mètres pour une masse de 39 tonnes la fusée  peut placer une charge utile de 150 kg sur une orbite basse de 400 kilomètres inclinée de 46°.

## Historique
L'Agence spatiale indienne (ISRO) développe son premier lanceur, le SLV, au cours des années 1970. Celui-ci effectue son premier vol réussi en 1980 mais il ne peut placer qu'une charge utile de 50 kg en orbite basse. Les responsables du programme spatial indien souhaitent disposer d'un lanceur capable de placer des satellites d'une tonne sur une orbite polaire. Mais cet objectif ne pouvant être atteint avant de nombreuses années (le PSLV répondant à cet objectif effectuera son premier vol en 1993), ils décident de développer un lanceur de puissance intermédiaire. L'ASLV est un SLV flanqué de deux propulseurs d'appoint similaires au premier étage qui permettent de placer une charge utile de 150 kg sur une orbite basse. Le premier étage doit s'allumer en vol immédiatement après l'extinction des propulseurs d'appoint. Le lanceur est utilisé à quatre reprises entre 1987 et 1994 pour placer différentes versions du petit satellite SROSS de 150 kg chargé à la fois d'étudier la haute atmosphère et de tester de nouveaux équipements techniques. Le premier vol en mars 1997 est un échec : le premier étage ne parvient pas à s'allumer après l'extinction des propulseurs d'appoint. Pour le deuxième vol qui a lieu le 13 juillet 1988 le système d'allumage du premier étage a été modifié et le premier étage s'allume correctement. Mais le lanceur se brise presque immédiatement après à une altitude de 25 kilomètres et 50,4 secondes après le décollage. Le largage des propulseurs d'appoint ne s'est pas effectué et le lanceur soumis à des vents en altitude particulièrement violents ce jour-là n'a pas pu maintenir l'orientation du lanceur. Le dépouillement des télémesures met en évidence un défaut de conception : le largage des propulseurs d'appoint et la mise à feu du premier étage se produisent au moment où le lanceur subit une pression dynamique maximale (Max Q) ce qui est fatal à ce lanceur particulièrement élancé. Plusieurs modifications sont apportées au lanceur :  ajout d'ailerons, modification de la poussée des propulseurs d'appoint, autonomie accrue du pilote automatique pour lui permettre de réagir aux perturbations de la trajectoire. Leur importance impose un délai de quatre ans avant le vol suivant qui a lieu le 20 mai 1992. Cette fois tous les étages du lanceur peuvent être allumés mais un problème survenu au niveau du quatrième étage place le satellite SROSS sur une orbite plus basse que prévu (267x433 km au lieu d'une orbite circulaire de 475 km). La mission dure 2 mois au lieu des 6 programmés. Le quatrième et dernier vol du lanceur ASLV a lieu le 4 mai 1994. Cette fois le lanceur parvient à placer le satellite SROSS sur une orbite suffisamment haute (bien qu'imparfaite) pour que le satellite puisse remplir sa mission. Le lanceur PSLV dix fois plus puissant, qui a déjà effectué un premier vol à l'époque (échec) prend le relais de l'ASLV.   

## Caractéristiques techniques
La lanceur ASLV est une fusée haute de 24 mètres pour un diamètre de 1 mètre. Sa masse au lancement est de 39 tonnes  et la poussée au décollage est de 843 kilonewtons. C'est une version modifiée du SLV (fusée de quatre étages qui sont tous propulsés par un moteur à propergol solide) auquel ont été ajoutés deux propulseurs d'appoint similaires au premier étage. Le premier étage est allumé en vol 0,3 seconde après l'extinction des propulseurs d'appoint. Para rapport au SLV la masse à vide des étages supérieurs est réduite. Le propergol du deuxième étage incorpore une proportion plus importante d'aluminium (18% au lieu de 12%) et atteint ainsi une température plus élevée ce qui augmente l'impulsion spécifique. Le quatrième étage emporte 45 kg d'ergols supplémentaires grâce à son enveloppe allégée réalisée en kevlar, , :
- Chacun des deux propulseurs d'appoint SLV-0 est long de 11 mètres pour un diamètre de 1 mètre. Il a une masse totale de 10,6 tonnes et de 2,9 tonnes à vide. L'impulsion spécifique au sol est de 229 secondes et la durée de fonctionnement est de 46 secondes. L'étage est chargé avec 8,6 tonnes de PBAN (Polybutadine Acrylo Nitrate).
- Le premier étage SLV-1 est long de 10,05 mètres pour un diamètre de 1 mètre. L'étage a une masse totale de 10,6 tonnes  L'impulsion spécifique au sol est de 229 secondes et la durée de fonctionnement est de 49 secondes. L'étage est chargé avec 8,6 tonnes de PBAN (Polybutadine Acrylo Nitrate) produit en Inde. L'étage est composé de 3 segments assemblés après chargement du propergol.
- Le deuxième étage SLV-2 est long de 6,35 mètres pour un diamètre de 0,8 mètre. Il a une masse totale de 4,4 tonnes et de 800 kg à vide. L'impulsion spécifique dans le vide est de 276 secondes et la durée de fonctionnement est de 36 secondes. La poussée maximale dans le vide est de 304 kilonewtons.  L'étage est chargé avec 3,6 tonnes de PBAN.
- Le troisième étage SLV-3 est long de 2,44 mètres pour un diamètre de 0,82 mètre. Il a une masse totale de 1,7 tonne et de 650 kilogrammes à vide. L'impulsion spécifique dans le vide est de 277 secondes et la durée de fonctionnement est de 45 secondes. La poussée maximale dans le vide est de 90,7 kilonewtons. Le propergol est de type HEF 20.
- Le quatrième étage SLV-4 est long de 1,4 mètre pour un diamètre de 0,66 mètre. Il a une masse totale de 512 kg et de 195 kg à vide. L'impulsion spécifique dans le vide est de 281 secondes et la durée de fonctionnement est de 33 secondes. La poussée maximale dans le vide est de 35 kilonewtons. Le propergol est de type HEF 20.

## Historique des lancements
Tous les lancements de l'ASLV s'effectuent depuis l'île de Sriharikota (future Satish Dhawan) comme pour le SLV.
| Date         | Fusée | Charge utile      | Résultat                                            |
| ------------ | ----- | ----------------- | --------------------------------------------------- |
| 24 mars 1987 | 3 D1  | SROSS A (150 kg)  | Échec : le premier étage ne s'allume pas            |
| 12 july 1988 | 3 D2  | SROSS B (150 kg)  | Échec : pression dynamique excessive sur le lanceur |
| 20 mai 1992  | 3 D3  | SROSS C (106 kg)  | Échec partiel. Orbite trop basse.                   |
| 4 mai 1994   | 3 D4  | SROSS C2 (113 kg) | Succès                                              |